# Brenthis
Genre
Brenthis est un genre paléarctique de lépidoptères de la famille des Nymphalidae.

## Systématique
Le genre Brenthis a été décrit par l'entomologiste allemand Jakob Hübner en 1819.
Son espèce type est Papilio hecate [Denis & Schiffermüller], 1775. 
Il est classé dans la famille des Nymphalidae, la sous-famille des Heliconiinae, la tribu des Argynnini et la sous-tribu des Argynnina.

## Liste et répartition des espèces
Le genre Brenthis comporte quatre espèces, toutes originaires de l'écozone paléarctique, :
- Brenthis daphne (Bergsträsser, 1780) — le Nacré de la ronce — Eurasie tempérée.
- Brenthis ino (Rottemburg, 1775) — le Nacré de la sanguisorbe — Eurasie tempérée.
- Brenthis hecate ([Denis & Schiffermüller], 1775) — le Nacré de la filipendule — Eurasie tempérée.
- Brenthis mofidii Wyatt, 1968 — Moyen-Orient.

Avers des trois espèces européennes
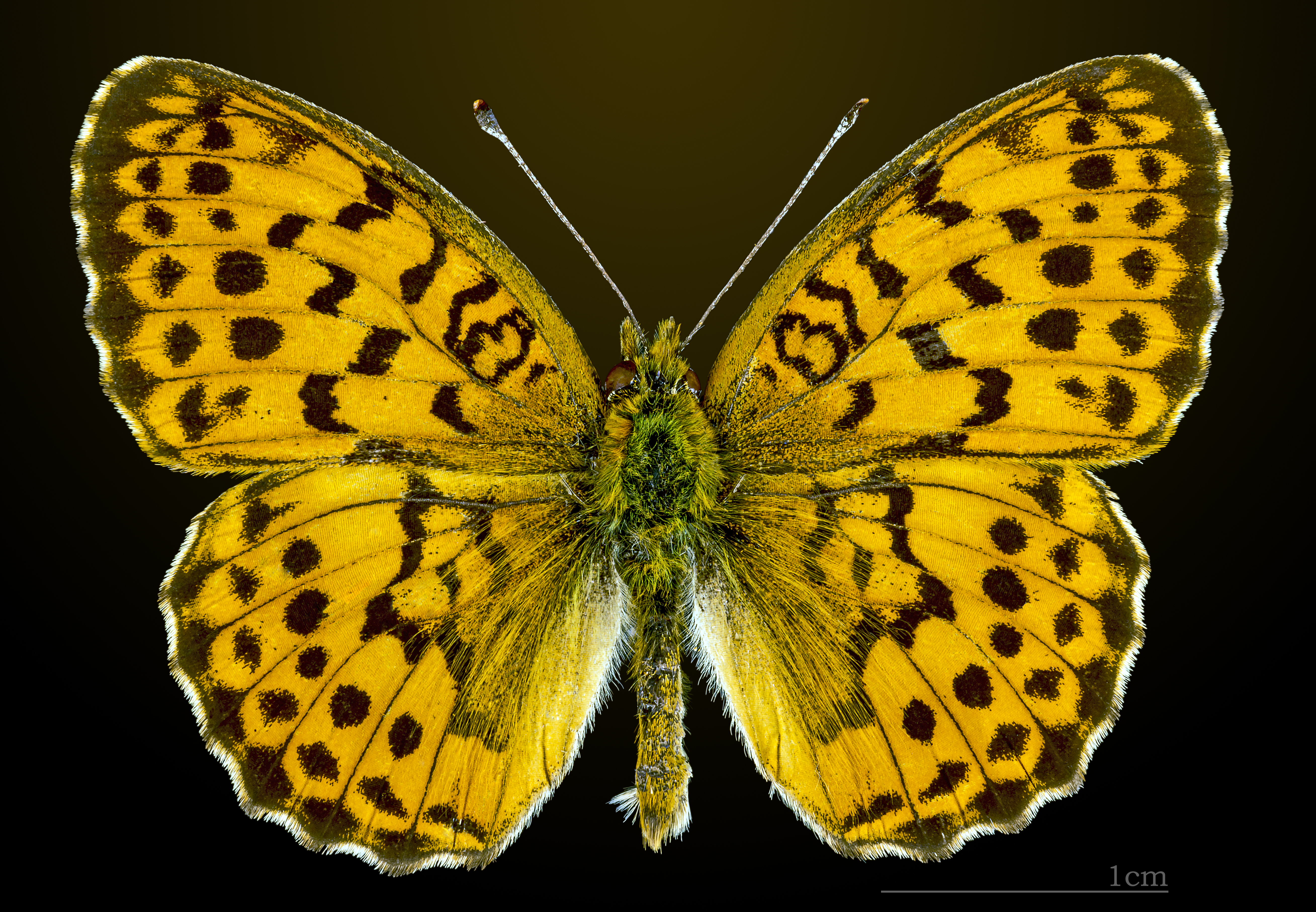
Brenthis daphne
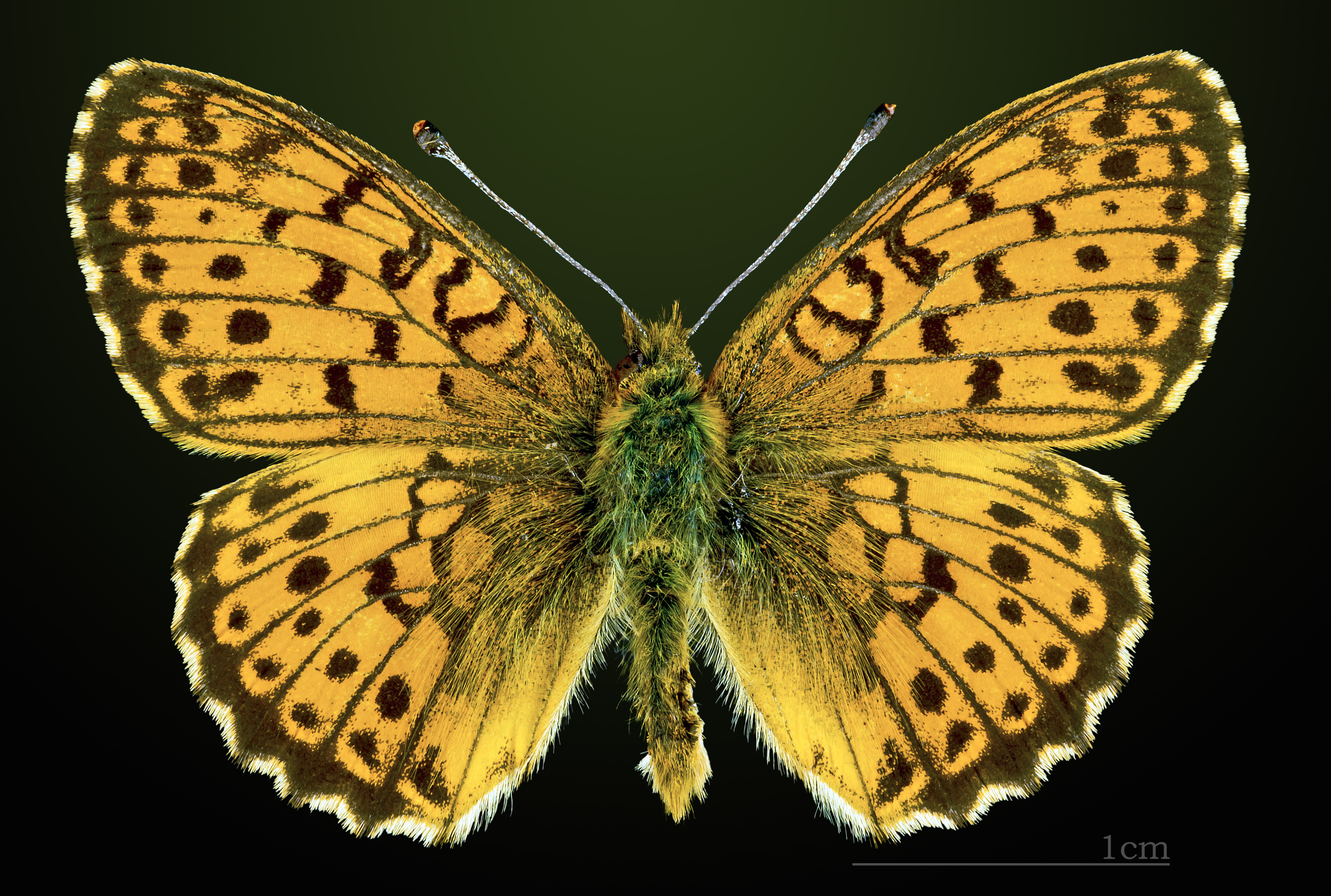
Brenthis ino
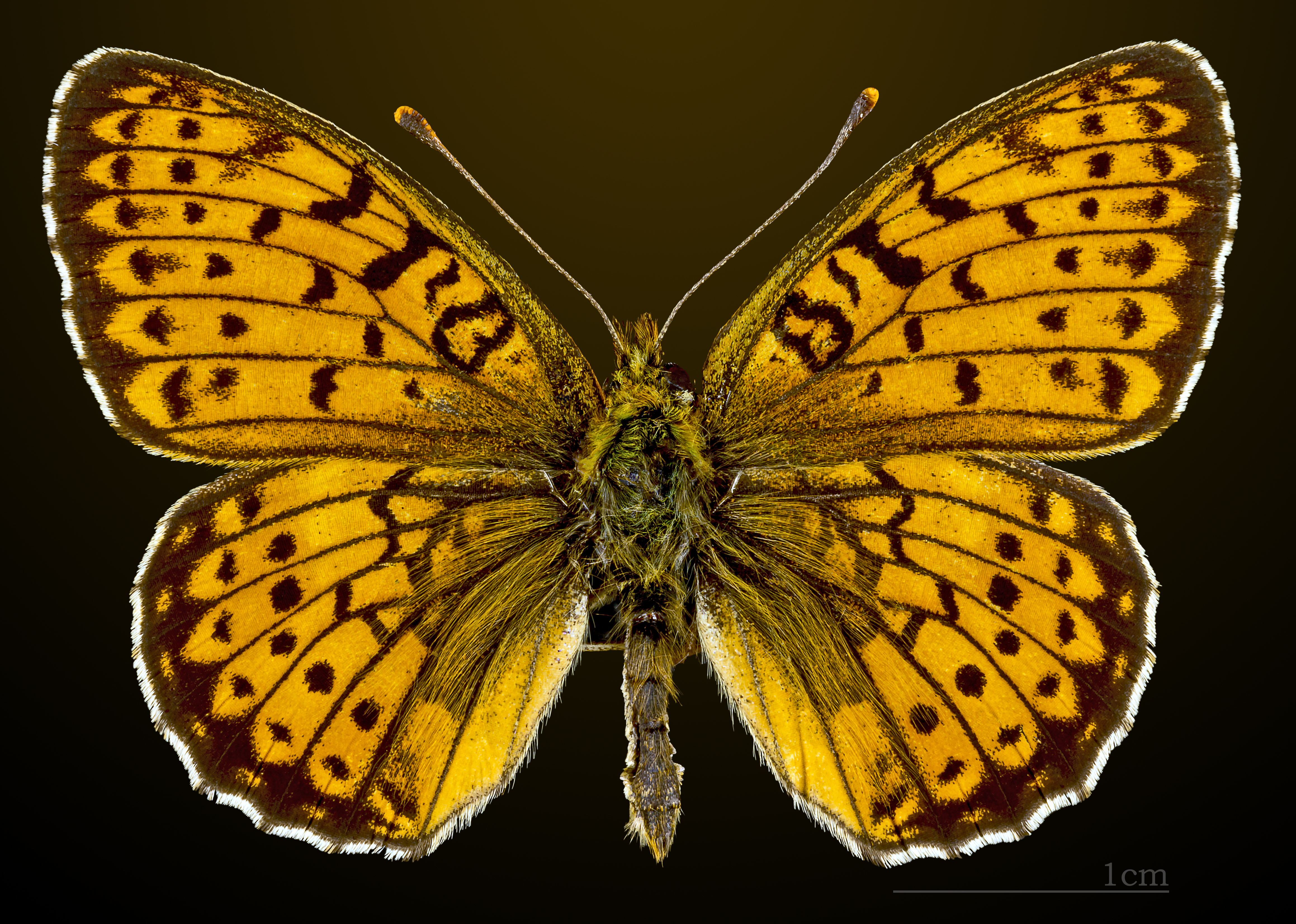
Brenthis hecate

Revers des trois espèces européennes
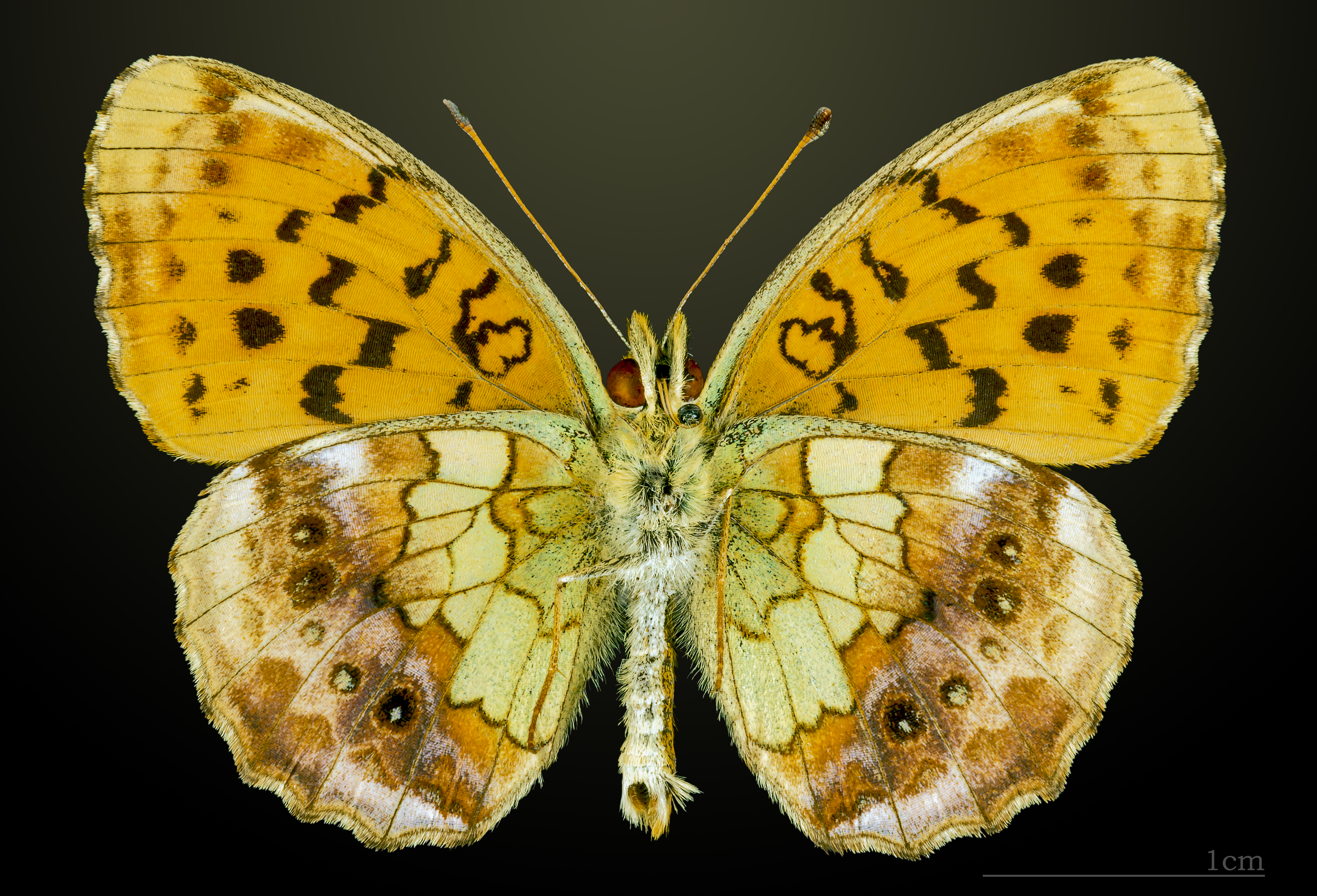
Brenthis daphne
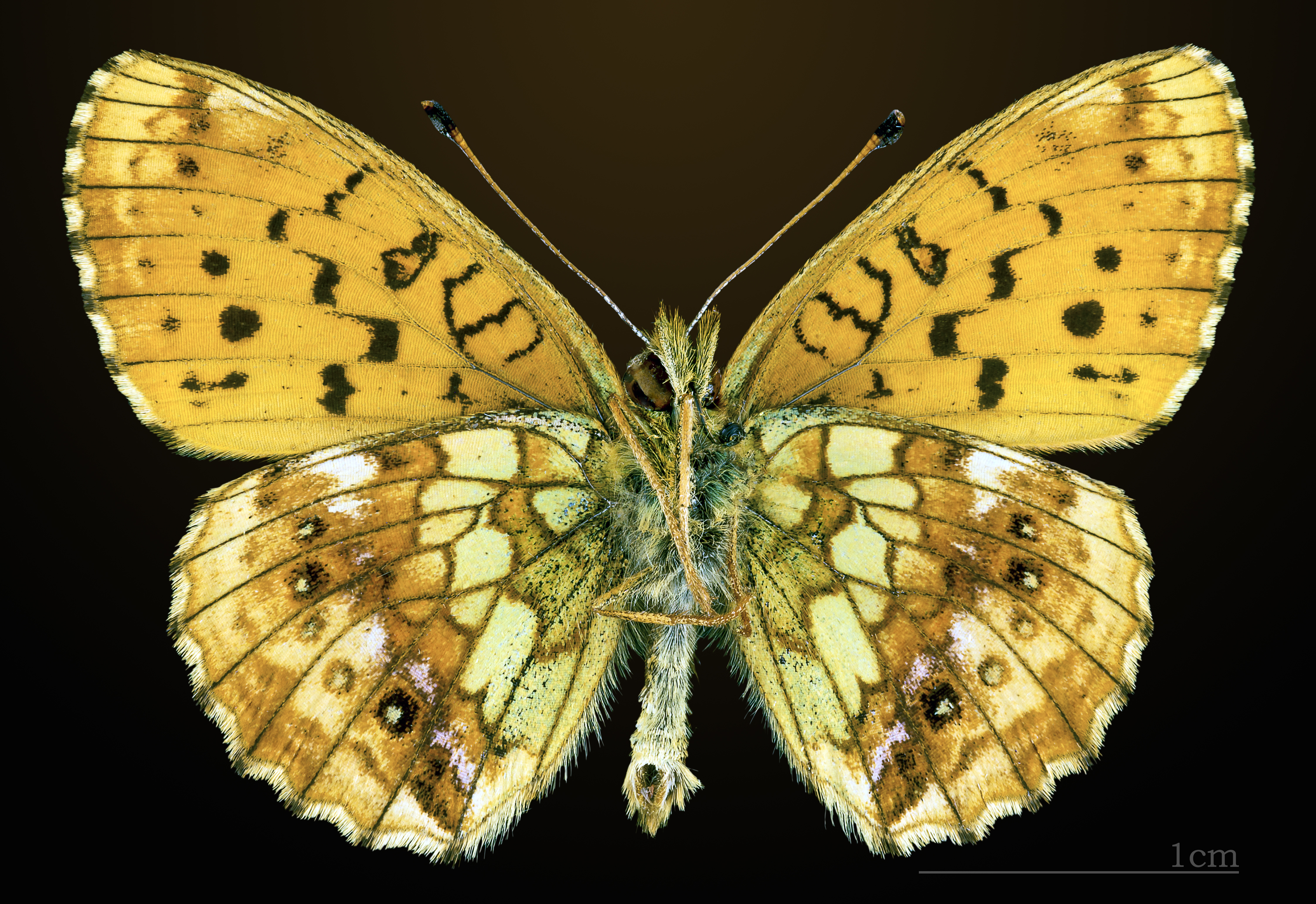
Brenthis ino
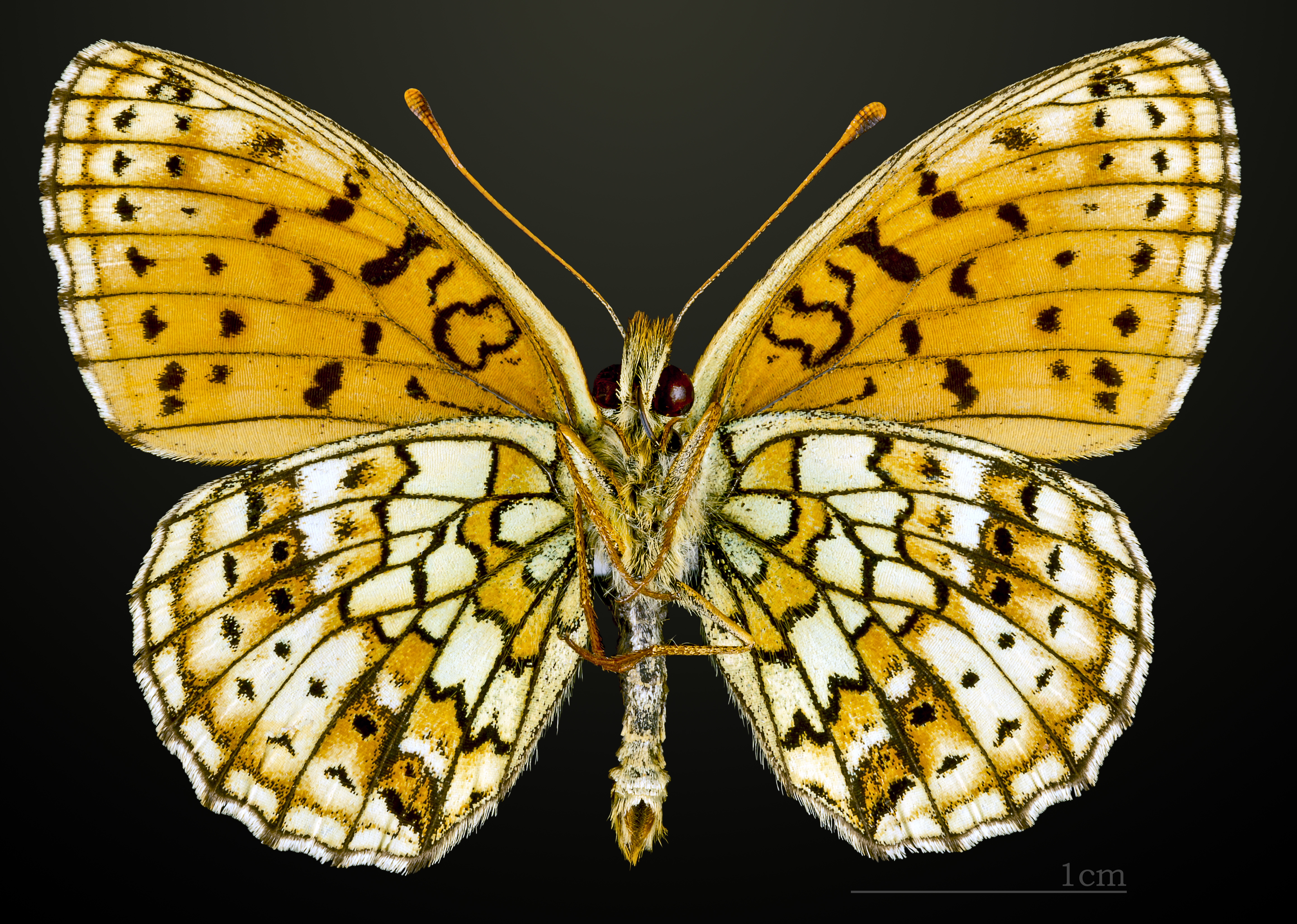
Brenthis hecate